# Stenocypha tenuis
Stenocypha tenuis – gatunek ważki z rodziny Chlorocyphidae. Występuje we wschodniej Afryce, stwierdzany był od zachodniej Kenii po Rwandę i wschodnią Demokratyczną Republikę Konga.